# Mansuy de Toul
Pour les articles homonymes, voir Mansuy et Mansuetus.
Mansuy de Toul ou saint Mansuy ou Mansuet, ou Mansuetus en latin, est le premier évêque connu de Toul, qui aurait exercé de 338 à 375 selon le légendaire rédigé au Xe siècle par l'écolâtre Adson, qui en fait un contemporain irlandais ou scot du légendaire Euchaire.
Ce responsable chrétien qui aurait été plutôt un évêque itinérant de la Belgica prima, le premier à s'être fixé en fin de vie à Tullium, est devenu un saint reconnu, en particulier invoqué pour la guérison des lépreux. Il est fêté dans le rituel du diocèse de Toul le 3 septembre et dans le rituel de Saint-Dié le 31 août,. L'église saint Pierre qui contient la crypte sanctuaire de saint Mansuy et de son successeur saint Amon est en dehors des murailles nord-ouest de la cité touloise.

## Saint Mansuy et Toul
Si son culte semble-t-il (re)fondé par les évêques Gauzelin et Saint Gérard, a été attesté dans de multiples documents, sa vie est totalement inconnue selon des critères historiques. Gauzelin a d'abord fait réparer la vieille église saint Pierre extérieure à la cité au milieu d'un ancien cimetière. Puis il y aménage une crypte pour y placer les tombeaux déjà vénérés de Mansuy et Amon. Gérard a ensuite remplacé la modeste fondation de clercs desservant primitivement le lieu : il installe des moines de l'abbaye école de saint Èvre, nomme l'abbé Adam. L'abbaye dont les biens temporels sont confirmés par le pouvoir régalien en 965 a charge de gérer biens et donations, ainsi que de valoriser le culte sur le tombeau de saint Mansuy. Notons que ces premières sanctifications obéissent uniquement au rite toulois.
La plus ancienne Vie de Saint Mansuy a été rédigée par Adson, écolâtre à l'abbaye Saint Epvre de Toul, au Xe siècle, lors de la translation des reliques de l'évêque par Saint Gérard, cette hagiographie apparaît purement légendaire.
Pénétrant la Gaule à partir du IIe siècle, le christianisme s'installe dans les cadres de la vie administrative telle qu'elle existait. Ce sont les circonscriptions de l'époque de Dioclétien qui ont donné le nom de Diocèse aux premiers regroupement de chrétiens. C'était tout particulièrement le cas de Toul, capitale des Leuques, dont le territoire diocésain suivit le contour de la circonscription romaine.
Saint Mansuy est donc considéré comme le fondateur de la première communauté chrétienne autonome organisée en diocèse.

## Mansuetus, évêque briton d'origine irlandaise?
L'attention s'est particulièrement portée sur l’évêque Mansuetus "Mansuetus, episcopus Britannorum", qui était l'un des signataires du Conseil de Tours en 461. Selon B. Merdrignac, B. Tanguy remet notamment en cause l'hypothèse de L. Fleuriot selon laquelle l'évêque Chariatonus "Chariatonus episcopus", qui était présent aux conciles d'Angers et de Tours en 453, serait assimilable à Mansuetus «évêque des Bretons» qui participe au concile de Tours en 461. Il montre que Chariatonus est un nom franc, porté par plusieurs évêques méridionaux, et non britonnique comme le pensait L. Fleuriot. L'assimilation d'un Chariatonus proposée avec Mansuetus ne tient donc (a priori) plus. Selon B. Tanguy, il conviendrait plutôt de se demander si ce dernier ne serait pas l'évêque de Toul Mansuy (Mansuetus), donné tardivement comme un «scot» dont le successeur, Amon, porte un nom qui, tout en étant biblique, peut aussi avoir une origine celtique. Par ailleurs, Fahy suggéra que Mansuetus était une sorte d'aumônier épiscopal de l'armée britannique du roi briton Riothamus dont la flotte était basée sur la Loire (Nantes) dans les années 460. Le roi Riothamus fut ensuite défait à Bourges/Déols vers 469 par le roi Euric des Wisigoths et se réfugia avec le reste de ses troupes chez les Burgondes. L'existence d'un Mansuetus/Chariatonus "mixte" briton/toulois est cependant possible. Dans ce cas, il reste à définir son passage de - Nantes, Angers, Tours, voire Bourges - à Toul (plus probable du fait de la défaite de Bourges malgré un repli des troupes britonnes en Burgondie, loin de l'Est d'un Toul franc après 456), ou inversement ... La chronologie de 338 à 375 selon le légendaire rédigé au Xe siècle par l'écolâtre Adson, au lieu du Ve siècle (453, 461), ne tient alors plus.

## Vénération

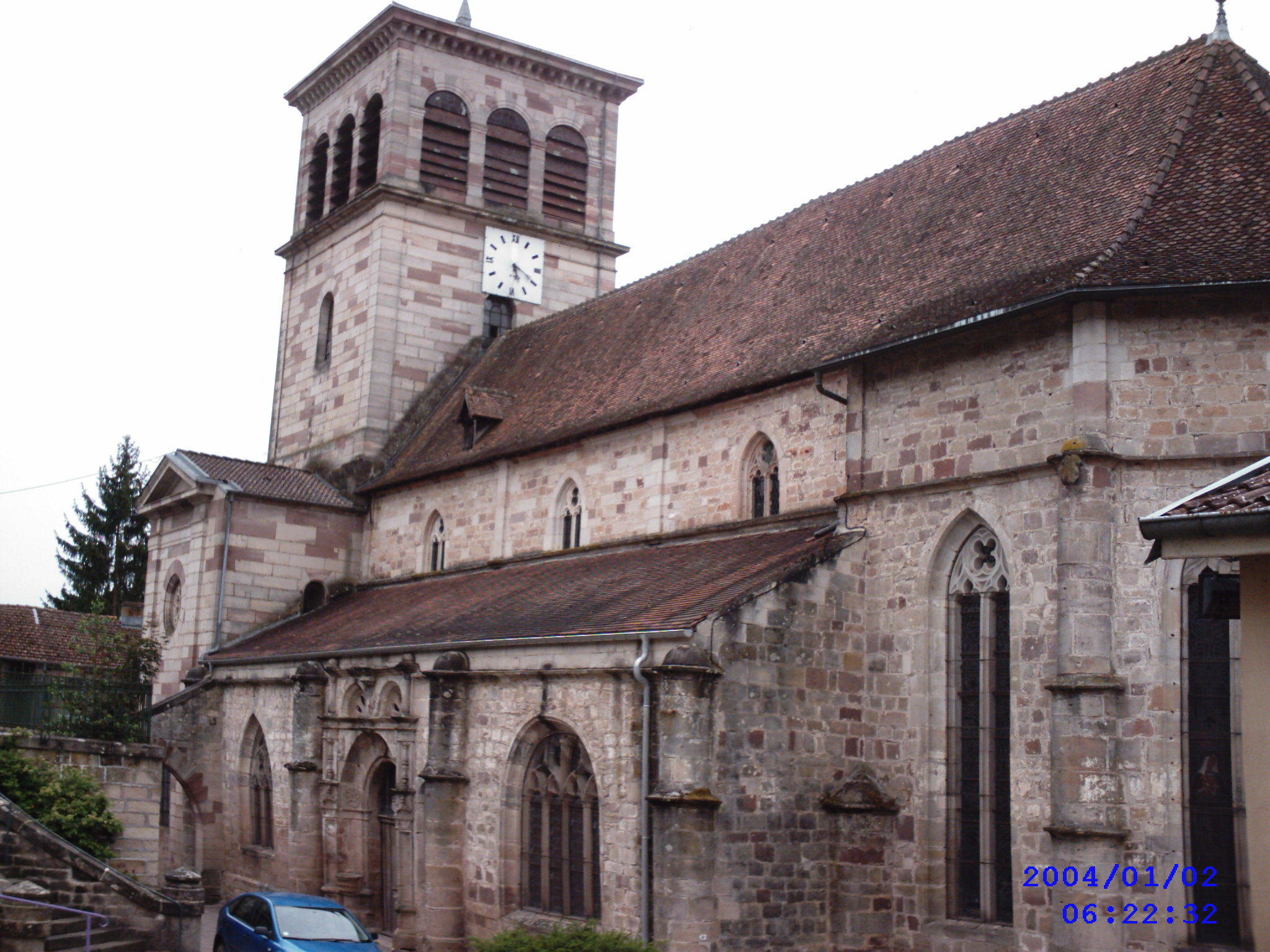
Église Saint-Mansuy de Fontenoy-le-Château.
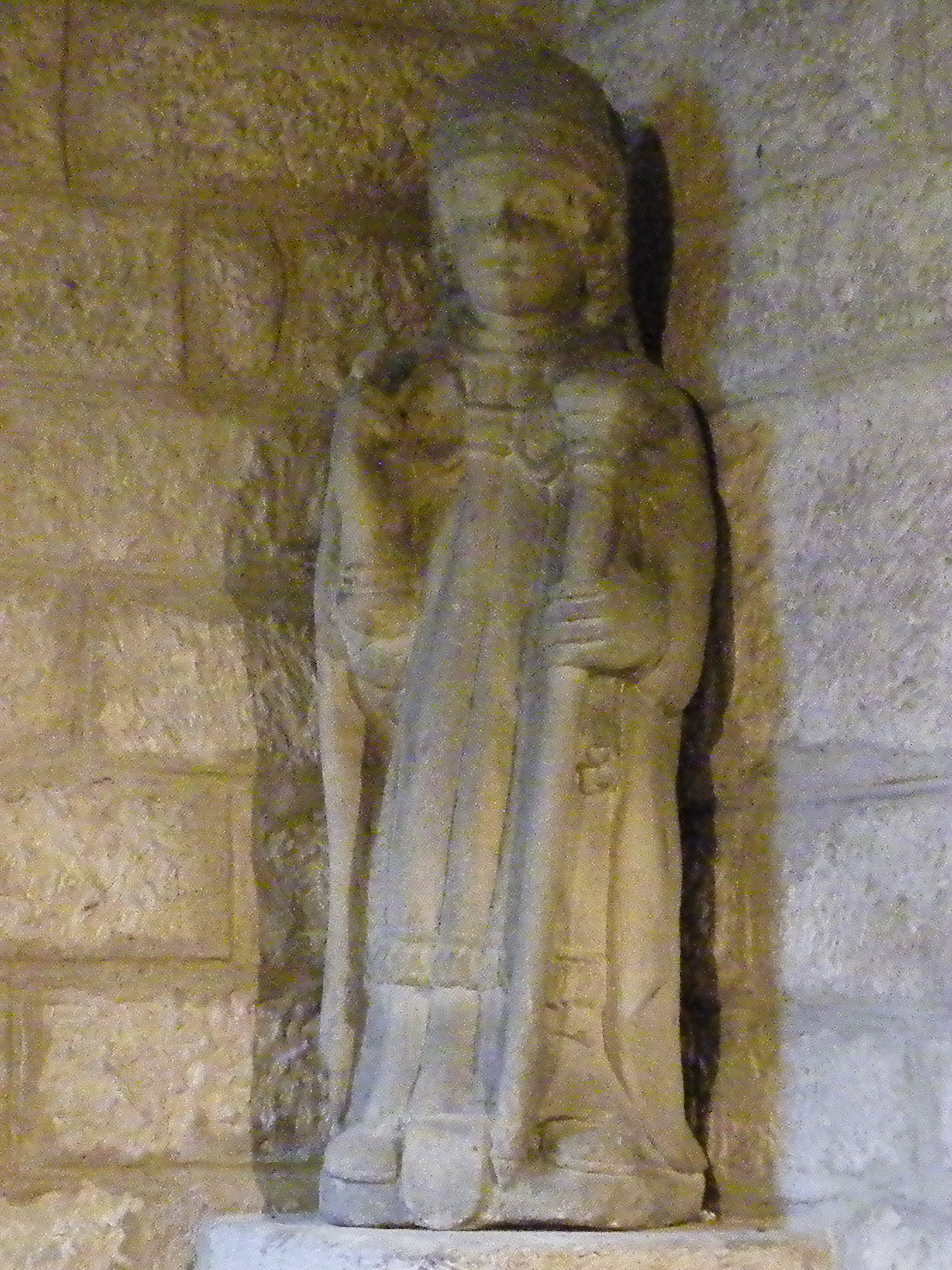
Statue.
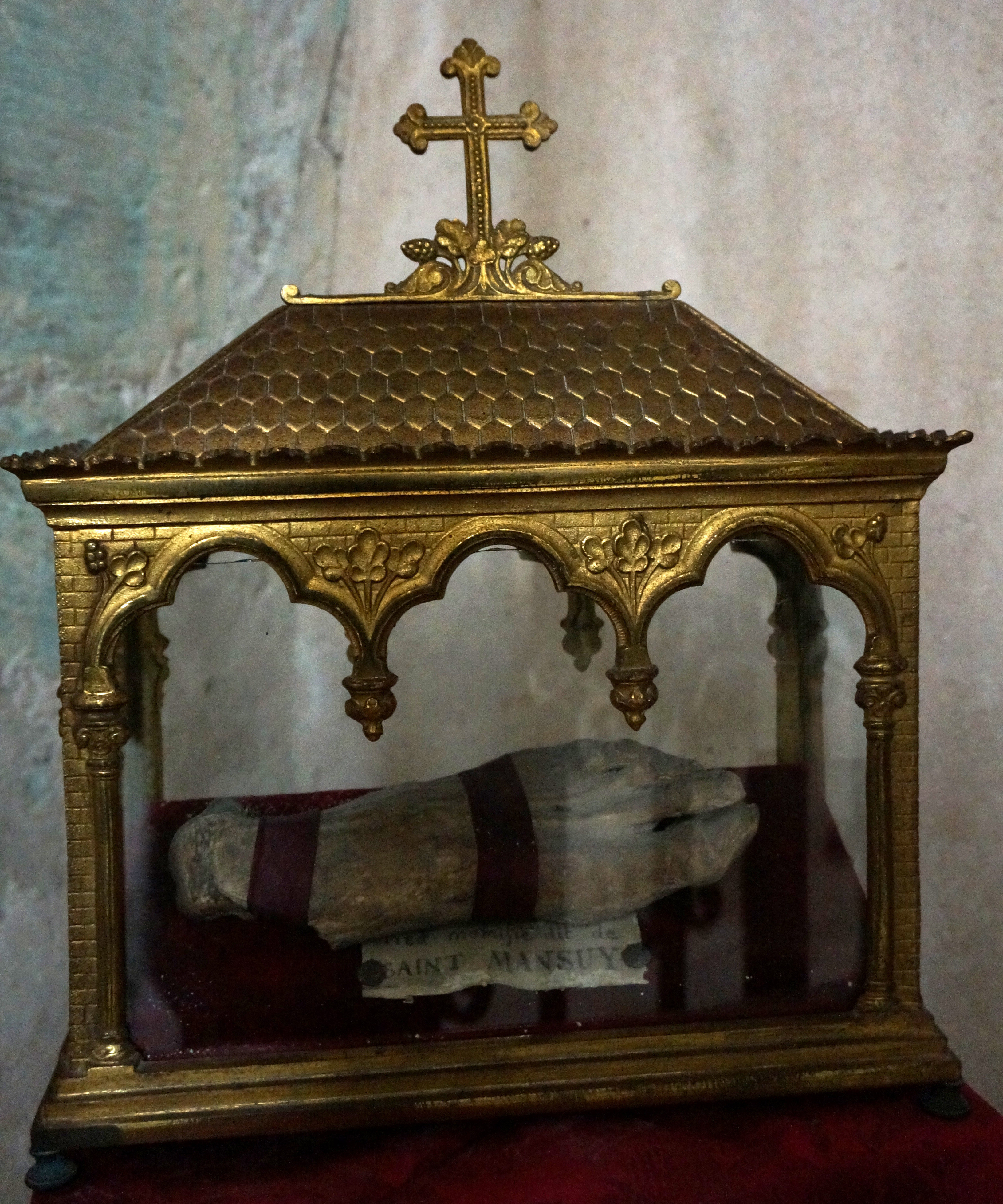
Reliquaire.
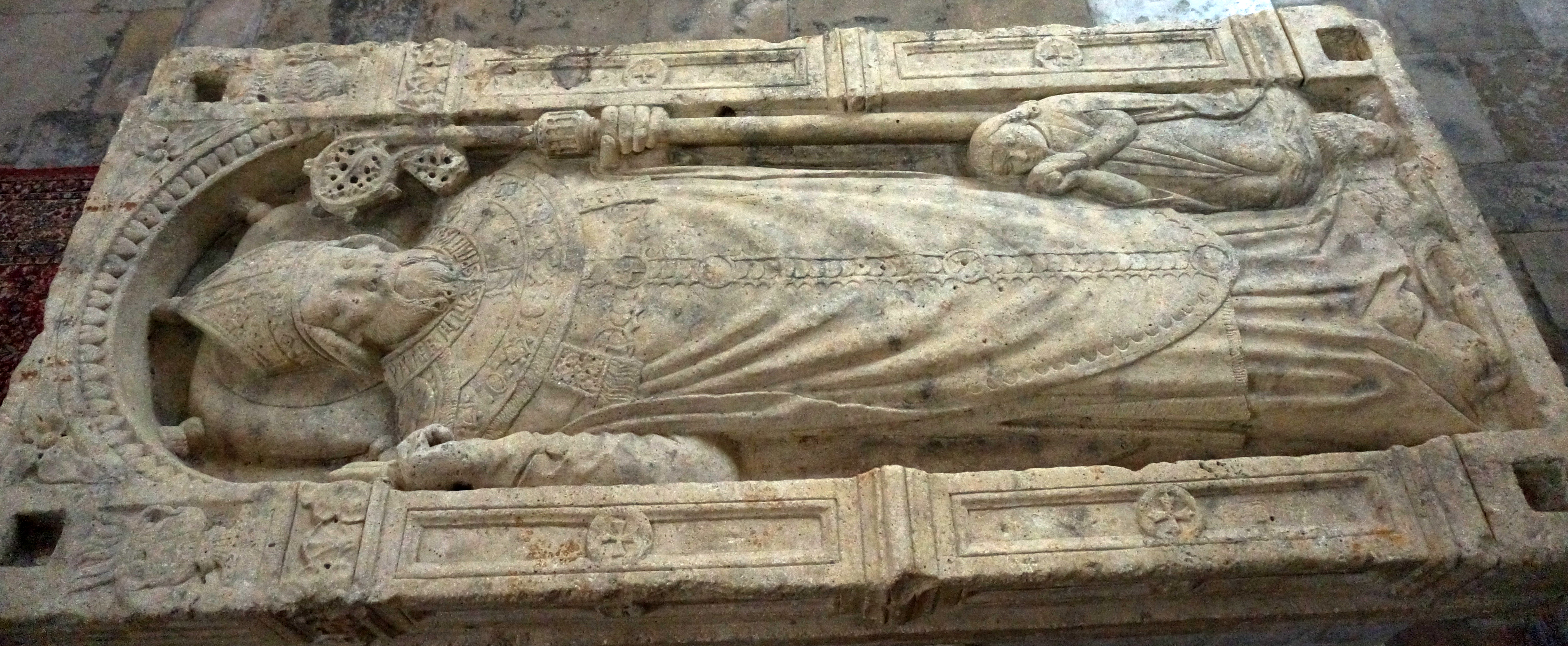
Son gisant.

Saint Gérard entreprend de rénover le culte des saints locaux, et de son prédécesseur en particulier, dont les reliques faisaient déjà l'objet de la ferveur populaire. Et c'est le Pape Léon IX bien des années plus tard, qui authentifie ce culte.
Après plusieurs translations des reliques, c'est en 1506 que Hugues des Hazards, évêque de Toul préleve le chef de Saint Mansuy pour le placer dans un reliquaire toujours conservé à la cathédrale.
Depuis, une dizaine de paroisses sont sous le vocable de Saint Mansuy. Sa fête se célèbre le 3 septembre.

## Iconographie
Elle est quasiment inexistante. On le retrouve toutefois sur la châsse de Vittel, et sur une statue de confrérie, appartenant à l'église de Fontenoy-le-Château.

## Églises sous ce vocable
On trouve des églises paroissiales Saint-Mansuy à Bouvron , Fontenoy-le-Château, Loisey-Culey, Sexey aux Forges, Nancy, Serécourt, Raon-sur-Plaine . Le village de Dommary-Baroncourt possédait une église de ce nom, détruite en 1974.

## Sources et références
- Dictionnaire d'orfèvrerie, de gravure et de ciselure chrétiennes, Jacques Rémi A. Texier, 1863
- « Ils sont nos aïeux, les saints de chez nous » - Chanoine André Laurent - Mirecourt - 1980.

1. ↑  Nominis : Saint Mansuy
2. ↑  Forum orthodoxe.com : saints pour le 3 septembre du calendrier ecclésiastique

- MERDRIGNAC, Bernard. Centre International de Recherche et de Documentation sur le Monachisme Celtique, Les débuts de l'organisation religieuse de la Bretagne armoricaine - Actes du deuxième colloque «Les débuts de l'organisation ecclésiastique en Bretagne» et du quatrième colloque «La fondation des évêchés bretons, légende et histoire». In: Annales de Bretagne et des pays de l'Ouest. Tome 102, numéro 1, 1995. pp. 103-106;

https://www.persee.fr/doc/abpo_0399-0826_1995_num_102_1_3811_t1_0103_0000_1
- TANGUY, Bernard, « De l'Origine des évêchés bretons », p. 10-13, in « Les Débuts de l'organisation religieuse de la Bretagne Armoricaine », actes du deuxième colloque et du quatrième colloque tenus à l'abbaye de Landévennec en 1989 et 1991, publication du Centre international de recherche et de documentation sur le monachisme celtique, « Britannia monastica », volume III, 1994. (n.c.).
- FAHY, Dermot, 'When did the Britons Become Bretons? A Note on the Foundation of Brittany', Welsh History Review, 2 (1964--{)5), 111-24, p. 120.